# おもしろ人間ウォンテッド!!
『おもしろ人間ウォンテッド!!』（おもしろにんげんウォンテッド）は、日本テレビ系列局ほかで放送された日本テレビ製作のクイズ番組。日本テレビ系列局では1985年10月19日から同年12月28日まで、毎週土曜 20:00 - 20:54 (JST) に放送。

## 概要
司会はNHK退局後、民放初レギュラーとなった生方恵一が、アシスタントはこの年に「恥ずかしすぎて」で歌手デビューした南野陽子が務めた。また、勝新太郎がバラエティー番組として初めてレギュラー出演した。3人から5人の一般視聴者がある特技や自慢を持っているという共通点でスタジオに登場。解答者は3人に対して様々な質問を出し、それを推理の参考にして本物1人を選び出した。問題は全5問で、その内1問はある芸能人に関する問題「スターウォンテッド」。そして全問正解すると天井から大量の紙吹雪が降り、世界一周旅行が贈られた。
しかし、オレたちひょうきん族などの強力な裏番組には勝てず、視聴率も、最初2か月（1985年11月）までの時点で平均6%（ビデオリサーチ調べ、関東地方）と低迷した。その為、わずか2ヶ月で終了した。

## レギュラー解答者
- 勝新太郎
- 斉藤慶子
- 桂三木助

## 放送リスト
| 回 | 放送日 （1985年） | サブタイトル                                                            | 主なゲスト           |
| -- | ----------------- | ----------------------------------------------------------------------- | -------------------- |
| 1  | 10月19日          | あの生方恵一初登場                                                      | 倉沢淳美             |
| 2  | 10月26日          | 人気興奮ガイコツゴルフコーチ                                            | THE GOOD-BYE         |
| 3  | 11月2日           | 史上初180キロ大減量                                                     | 和田アキ子、早見優   |
| 4  | 11月9日           | 三木助パーフェクト成る!?                                                | 沢田亜矢子、小堺一機 |
| 5  | 11月16日          | 決死の東京タワー電球取り換え男                                          | 渡辺徹、牧村三枝子   |
| 6  | 11月23日          | 頭に20本スプーンつり競技 日本で世界記録達成！これができれば君も宴会の華 | 石野真子             |
| 7  | 11月30日          | ついに出たパーフェクト賞                                                |                      |
| 8  | 12月7日           | 55秒に挑戦!!早かき画家                                                  | 岡田有希子           |
| 9  | 12月14日          | カーレースに燃える岩城滉一のすべて                                      | 野々村真、太地喜和子 |
| 10 | 12月21日          | 金髪美女大胆乗馬ショー                                                  |                      |
| 11 | 12月28日          | 花の女子大生綱引き 日本最強花嫁軍団                                     |                      |

（参考：『朝日新聞 縮刷版』朝日新聞社、1985年10月19日 - 同年12月28日。ラジオ・テレビ欄）

## 番組ネット局
- 日本テレビ（制作局）
- 札幌テレビ
- 青森放送（当時はテレビ朝日系とのクロスネット）
- テレビ岩手
- ミヤギテレビ
- 秋田放送
- 山形放送（当時はテレビ朝日系とのクロスネット）
- 福島中央テレビ
- 山梨放送
- テレビ新潟
- テレビ信州（当時はテレビ朝日系とのクロスネット）
- 静岡第一テレビ
- 北日本放送
- 福井放送
- 中京テレビ
- 読売テレビ
- 日本海テレビ
- 広島テレビ
- 山口放送（当時はテレビ朝日系とのクロスネット）
- 四国放送
- 西日本放送
- 南海放送
- 高知放送
- 福岡放送
- 熊本県民テレビ
- テレビ大分（フジテレビ系とのクロスネット）
- 鹿児島テレビ（当時はフジテレビ系とのクロスネット）

※以上27局ネット。